# Laurentine Milebo
Laurentine Milebo (parfois écrit avec un accent : Laurentine Milébo) est une actrice franco-congolaise, née le 29 mars 1952 à Pointe-Noire au Congo (alors intégré à l'Afrique-Équatoriale française) et morte le 17 août 2015 à Saint-Rémy-l'Honoré (Yvelines).

## Biographie
Laurentine Milebo naît en 1952. Elle commence sa carrière de comédienne dans un théâtre amateur au Congo.
En 1976, elle s'installe en France,. Elle participe à la chorale congolaise de Paris et danse au sein du ballet Lemba. Lauretine Milebo obtient son premier rôle au cinéma dans Black Mic-Mac 2. Ensuite, elle joue notamment dans Ripoux contre ripoux de Claude Zidi, L.627 de Bertrand Tavernier et Élisa de Jean Becker.
Plus tard, elle devient l'actrice du réalisateur béninois Jean Odoutan, qui lui donne le rôle principal dans son premier long métrage, Barbecue-Pejo. Avec cette performance, elle remporte le prix Air Afrique du festival de Milan et le prix de la meilleure comédienne au festival du cinéma africain de Khouribga. Elle joue ensuite dans deux autres films de Jean Odoutan : Djib et Mama Aloko.
En 2001, elle est remarquée pour son rôle dans le téléfilm Fatou la Malienne. Dans les années 2010, elle apparaît notamment dans les comédies à succès Case départ, Qu'est-ce qu'on a fait au Bon Dieu ?, Amour sur place ou à emporter et Sous les jupes des filles.
Vivant ses dernières années à Maurepas (Yvelines), Laurentine Milebo est victime d’un accident cardio-vasculaire en 2014. Elle décède le 17 août 2015 à l'hôpital de Saint-Rémy-l'Honoré.

### Vie privée
Laurentine Milebo a eu cinq enfants et avait douze petits-enfants au moment de son décès.

## Filmographie

### Cinéma
- 1988 : Black Mic-Mac 2 de Marco Pauly
- 1990 : Ripoux contre ripoux de Claude Zidi
- 1991 : Ma vie est un enfer de Josiane Balasko
- 1992 :L.627 de Bertrand Tavernier
- 1995 : Élisa de Jean Becker
- 1996 : Les Bidochon de Serge Korber
- 1999 : Barbecue-Pejo de Jean Odoutan
- 2000 : Djib de Jean Odoutan
- 2001 : Yamakasi d'Ariel Zeitoun
- 2002 : Mama Aloko de Jean Odoutan
- 2003 : Filles uniques de Pierre Jolivet
- 2005 : Camping à la ferme de Jean-Pierre Sinapi
- 2006 : Le Grand Appartement de Pascal Thomas
- 2006 : Après l'océan d'Éliane de Latour
- 2006 : L'École pour tous d'Éric Rochant
- 2008 : La Rivale d'Édouard Carrion - également coscénariste
- 2009 : Tellement proches d'Olivier Nakache et Éric Toledano
- 2009 : Micmacs à tire-larigot de jean-Pierre Jeunet
- 2009 : King Guillaume de Pierre-François Martin-Laval
- 2009 : Au voleur de Sarah Leonor
- 2011 : Case départ de Lionel Steketee, Fabrice Éboué et Thomas N'Gijol
- 2012 : Une vie meilleure de Cédric Kahn
- 2012 : Au galop de Louis-Do de Lencquesaing
- 2014 : Qu'est-ce qu'on a fait au Bon Dieu ? de Philippe de Chauveron
- 2014 : Amour sur place ou à emporter d'Amelle Chahbi
- 2014 : Sous les jupes des filles d'Audrey Dana
- 2014 : Le Crocodile du Botswanga de Lionel Steketee et Fabrice Éboué

### Télévision
- 1997 : Le Rouge et le Noir (téléfilm) de Jean-Daniel Verhaeghe
- 1999 : La Bascule de Marco Pico
- 2001 : Fatou la Malienne (téléfilm) de Daniel Vigne
- 2008 : Le Monde est petit (téléfilm) de Régis Musset
- 2010 : Clandestin (téléfilm) d'Arnaud Bedouët

### Doublage
- 2003 : La Prophétie des grenouilles de Jacques-Rémy Girerd
- 2011 : Le Chat du rabbin de Joann Sfar et Antoine Delesvaux